# Ride Juan de Fuca
Pour les articles homonymes, voir Juan de Fuca (homonymie).

Zone autour de la ride Juan de Fuca.

La ride Juan de Fuca est une chaîne de montagnes sous-marine située dans le Nord-Est de l'océan Pacifique. Cette zone de mouvement tectonique se situe entre la plaque Juan de Fuca et la plaque pacifique.
Le mont sous-marin Axial se situe sur cette ride. 